# 從印度到中國
《從印度到中國》（又译月光集市到中国，印地语：चाँदनी चौक टू चाईना）是2009年的寶萊塢電影，由導演尼基·阿凡提執導，主要拍攝於泰国曼谷、中國上海和印度孟買，是华纳兄弟首部印地语电影。

## 情節大體
影片原名（印地語）：《Mera Naam Chin Chin Choo》，原作者是：Sriram Raghavan。
故事大致是一個廚師在印度被人誤認為是個中國功夫大師，因此他得到了很多的麻煩。

## 卡士
- 阿克夏·庫馬——Sidhu [2]
- 荻皮卡·帕都恭——Sakhi / Suzy [2]
- 劉家輝——Hojo

## 外部連結
- 《Made in China》述評 （页面存档备份，存于） （英文）
- 《Made in China》將由華納兄弟公司在美國經銷 （页面存档备份，存于） （英文）
- 《從印度到中國》在荷里活電影手冊 （繁體中文）
- 互联网电影数据库（IMDb）上《從印度到中國》的资料（英文）